# Rhondia maculithorax
Rhondia maculithorax är en skalbaggsart som beskrevs av Pu 1992. Rhondia maculithorax ingår i släktet Rhondia och familjen långhorningar. Inga underarter finns listade i Catalogue of Life.